# يقرون صغير الأجنحة
يقرون صغير الأجنحة (الاسم العلمي:Cerithidea microptera) هو نوع من الحيوانات يتبع جنس اليقرون من الفصيلة البوطاميدية.